# Talsperre Dospat
Die Talsperre Dospat befindet sich im Oblast Smoljan, Bulgarien. Sie staut den Dospat, einen linken Nebenfluss des Nestos, zu einem Stausee auf. Die Talsperre wurde 1969 fertiggestellt. Die Ortschaft Dospat befindet sich in unmittelbarer Nähe der Talsperre.

## Absperrbauwerk
Das Absperrbauwerk ist ein Steinschüttdamm mit einer Höhe von 60,5 m über der Gründungssohle. Die Länge der Dammkrone beträgt 230 m. Die Dammkrone liegt auf einer Höhe von 1200,5 m über dem Meeresspiegel. Zur Abdichtung hat der Staudamm einen Tonkern.
Der Staudamm verfügt über eine Hochwasserentlastung, über die maximal 36 m³/s abgeführt werden können.

## Stausee
Beim normalen Stauziel von 1197,13 m (max. 1197,75 m bei Hochwasser) erstreckt sich der Stausee über eine Fläche von rund 22 km² und fasst 449,22 Mio. m³ Wasser – davon können 447,13 Mio. m³ zur Stromerzeugung verwendet werden. Das minimale Stauziel, bis zu dem die Stromerzeugung noch möglich ist, liegt bei 1174 m.

## Kraftwerk Teschel
Vom Stausee Dospat geht eine Druckrohrleitung ab, über die das ca. 15 km entfernte Wasserkraftwerk Teschel mit dem nötigen Wasser versorgt wird.